# Écureuil d'Aquitaine II
Écureuil d'Aquitaine II est un voilier monocoque de course au large appartenant à la classe des 60 pieds IMOCA, mis à l'eau en 1989. Barré par Titouan Lamazou il gagne le premier Vendée Globe en 109 j 08 h 47 min 55 s. Retrouvé en 2019, il est restauré et renommé T One One.

## Historique
Écureuil d'Aquitaine II est conçu par  Luc Bouvet - Olivier Petit et construit par les  Chantiers Capitaine Flint. 
Après avoir gagné le premier Vendée Globe, le bateau est mis en vente en 1991 pour 4 500 francs. le bateau est racheté par Bertrand de Broc et prend le nom de Groupe LG en vue de sa participation à la première Transat AG2R en 1992 et au Vendée Globe 1992-1993.
Lors de ce Vendée Globe, Bertrand de Broc est en tête au passage des îles Canaries, mais il abandonne au sud de la Nouvelle-Zélande, sur ordres des architectes qui ont peur que la quille se désolidarise du bateau. Gerry Roufs ramène le bateau. Le sponsor licencie Bertrand de Broc. Immobilisé plusieurs semaines à Auckland le bateau est convoyé en cargo jusqu'au port hollandais de Flessingue. Son nouveau skipper, Gerry Roufs, le convoie par la mer jusqu'à La Trinité-sur-Mer.
Gerry Roufs en devient le nouveau skipper et termine 6e de la Transat Jacques-Vabre 1993 puis encore 6e de la  Route du Rhum 1994.
En 1996 nouveau changement de skipper avec Hervé Laurent. Il termine 8e de la Transat anglaise et 3e du Vendée Globe 1996-1997.
En 2000 le bateau est acheté par Bruce Burgess. Le bateau prend le nom de Hawaiian Express. Il abandonne lors de la The Europe 1 New Man STAR, 2000.

### Perte du bateau entre 2001 et 2020
En 2001 le voilier ne fait que changer de nom au gré des propriétaires. Tout d'abord il prend le nom de Margareth Ana avec lequel Tim Troy gagne la course Bermude 1-2 en 2003.
En 2004 le bateau est à nouveau remis en vente pour un prix de 180 000 USD.
En 2006 le bateau est immatriculé à Wilmington dans le Delaware sous le nom Carrecamino. Ensuite on perd de vue le voilier à part quelques annonces qui apparaissent de temps à autre comme en 2007 où une annonce le localise au Venezuela et affiche un prix de 249 000 USD puis en octobre 2008 où il est mis en vente pour 169 000 USD et toujours localisé au Venezuela.

### Renaissance en 2023
Le 27 novembre 2019, Alexandre Treillard annonce qu’il a retrouvé le bateau vainqueur de la première édition du Vendée Globe. Le bateau est rapatrié par cargo et arrive en Vendée, à Port Bourgenay où il est restauré et remis à l'eau le 19 avril 2023. Il est rebaptisé T One One, et devrait avoir pour port d'attache Les Sables-d'Olonne.
Redécoré aux couleurs du département de la Vendée, il participe au relais de la flamme olympique en 2024.
Le 10 novembre 2024, lors du départ de la 10e édition du Vendée Globe, l’Écureuil d’Aquitaine II ouvre la parade en sortant symboliquement en premier du chenal des Sables-d’Olonne. 
Cette renaissance, après plus de vingt ans d’oubli et une opération de rapatriement depuis le Venezuela, a été filmée pendant deux ans. Le documentaire Écureuil d’Aquitaine II – Le récit d’une légende, réalisé par Tanguy Naux et produit par TNX Agency, a été diffusé pour la première fois le 12 mars 2025 au Grand Rex à Paris. 

## Palmarès

### Écureuil d'Aquitaine II
- 1989-1990 :
  - 1er du Vendée Globe barré par Titouan Lamazou en 109 j 08 h 47 min 55 s.
- 1990
  - 1er monocoque de la Route du Rhum 1990 barré par Titouan Lamazou.

### Groupe LG
- 1992 :
  - 4e monocoque de la Transat anglaise[1] barré par Bertrand de Broc (12e au classement général)
- 1992-1993 :
  - Abandon lors du Vendée Globe barré par Bertrand de Broc
- 1993 :
  - 6e de la Transat Jacques-Vabre barré par Gerry Roufs
- 1994 :
  - 3e monocoque de la Route du Rhum barré par Gerry Roufs (6e au classement général)
- 1996 :
  - 4e monocoque de la Transat anglaise barré par Hervé Laurent (8e au classement général)
- 1997 :
  - 3e du Vendée Globe  barré par Hervé Laurent

### Hawaiian Express
- 2000 :
  - Abandon lors de la The Europe 1 New Man STAR, 2000 barré par Bruce Burgess